# ته‌جو، پادشاه گوگوریو
پادشاه ته‌جو (کره‌ای: 태조태왕؛ سلطنت:۴۶–۱۴۶ میلادی)، ششمین امپراتور گوگوریو، شمالی‌ترین در میان سه پادشاهی کره، بود. سلطنت (مدعی شده ۴۷–۱۶۵) که سلطنتش از سال ۵۳ تا ۱۴۶ پس از میلاد به طول انجامید. وی نوه پادشاه یوریمیونگ بود که بعد از ترور پسر عمویش پادشاه موبون توسط دورو، ته‌جو به تخت سلطنت نشست.
دوران حکومت پادشاه ته‌جو از بیشترین سلطنت‌های تاریخ کره و جهان است. طبق کتاب‌های سامگوک ساگی و سامگوک یوسا او به مدت ۹۳ سال حکومت کرد. در کتاب هان متأخر پادشاه ته‌جو را مرد شجاع و قوی ای توصیف می‌کند که همیشه به کشورهای دیگر حمله می‌کرد. قلمروی گوگوریو تحت سلطنت او گسترش یافت و به یک کشور مرکزی تبدیل شد. او به مدت طولانی پادشاهی را اداره کرد تصور می‌شود که سلطنت ۹۳ ساله او سومین پادشاهی طولانی در جهان باشد، اگرچه ادعای او مورد مناقشه قرار گرفت.

## پیش‌زمینه
پدر پادشاه ته‌جو کوچک‌ترین پسر دومین پادشاه کوگوریو، پادشاه یوریمیونگ، گو جه‌سا (재사، 再思)، رئیس خاندان گو از دودمان گیرو، یکی از پنج خانه قدرتمند دربار سلطنتی بود. مادرش اهل بویو (ملکه‌مادر بویو) بود.
اگرچه پادشاه موبون پسرش آیگ را به عنوان ولیعهد معرفی کرده بود، پس از مرگ پادشاه موبون درسال ۵۳ میلادی، دربار کوگوریو جه‌سا را به عنوان پادشاه بعدی معرفی کرد. جه‌سا با استناد به سن بالای خود امتناع کرد و پسر هفت ساله‌اش گونگ (ته‌جو) پادشاه شد. سپس مادرش به عنوان نایب پادشاه جوان عمل کرد.

## گسترش و تمرکز
او در سال اول سلطنت خود، با تبدیل پنج قبیله به پنج استان که توسط فرمانداری از آن طایفه اداره می‌شد، که تحت کنترل مستقیم پادشاه بودند، سلطنت را متمرکز کرد. او بدین ترتیب کنترل سلطنتی بر ارتش، اقتصاد و سیاست را به‌طور محکم برقرار کرد.
او ایالت‌های اوکجو شرقی را درسال ۵۶ میلادی، گالسا بویو درسال ۶۸ میلادی، جونا درسال ۷۲ میلادی و جونا را درسال ۷۴ میلادی فتح کرد.
او در مناسبت‌های مختلف با سلسله هان چین جنگید و تجارت بین لیلانگ و هان را مختل کرد. درسال ۵۵ میلادی دستور ساخت دژی در فرمانداری یودونگ را صادر کرد. او درسال‌های ۱۰۵، ۱۱۱ و ۱۱۸ میلادی به مناطق مرزی چین حمله کرد. درسال ۱۲۲ میلادی، پادشاه ته‌جو با کنفدراسیون ماهان در کره مرکزی و قبیله همسایه یه‌مک برای حمله به لیائودونگ متحد شد و قلمرو کوگوریو را بسیار گسترش داد. او حمله بزرگ دیگری را درسال ۱۴۶ میلادی انجام داد.
در سال ۵۵ میلادی، او ده قلعه در منطقه یوجو ساخت تا برای حمله سلسله هان متأخر آماده شود و در سال ۵۶ میلادی، اوکجو را ضمیمه خاک خود کرد و با تصرفات از شرق به چانگهه (滄海) و از جنوب به سالسو (薩水، رودخانه چونگچون امروزی) رسید. در سال ۶۸ میلادی، هنگامی که پادشاهی گالسا را شکست داد و آنها را تسلیم کرد، او به عنوان اوته منصوب شد و در سال ۷۰ میلادی، دالگا، خائن اهل قبیله گوانا، را برای ضمیمه کردن جونا فرستاد. در سال ۷۲، او رهبر قبیله هوانابو، سول یو، را برای ضمیمه کردن جونا فرستاد و شاهزاده آن، اولوم، را به مقام گوچوگا منصوب کرد. این فتوحات دولت‌های کوچک پیرامونی عموماً گواهی بر تمرکزگرایی تلقی می‌شوند. علاوه بر این، او با فتح چوکسونگ در سال ۹۸ میلادی، آنمو در سال ۱۰۲ میلادی و نامهه در سال ۱۱۴ میلادی، کنترل دولت مرکزی بر قلمرو گسترش یافته را تقویت کرد.
در همین حال، در روابط خارجی با سلسله هان متأخر، دیپلماسی مسالمت‌آمیز و حملات فعال همزمان انجام می‌شد. در سال ۱۰۵، او به فرمانداری لیائودونگ حمله و آن را غارت کرد، اما در سال‌های ۱۰۹ و ۱۱۱، دیپلماسی صلح‌آمیز را در پیش گرفت. در سال ۱۱۸ میلادی، او به همراه یِه‌مَک، به فرمانداری هیونتو و دژ هواریونگ حمله کرد. در بهار سال ۱۲۱ میلادی، سلسله هان متأخر به یِه‌مَک حمله کرد و پادشاه، برادر کوچکتر یا پسر نامشروع خود، سو چنگ، را برای دفع آنها فرستاد. فرزند پادشاه با تظاهر به تسلیم، دشمن را فریب داد، کنترل مکان کلیدی را به دست گرفت و مخفیانه به ارتش‌های لیائودونگ و هیونتو حمله کرد و به نتایج بزرگی دست یافت. در چهارمین ماه قمری، او به همراه قبیله ژیان بی از لیائودونگ به شهرستان لیائوشو حمله کرد و کای فنگ، فرماندار لیائودونگ را کشت. در دوازدهمین ماه تقویم قمری، آنها به همراه مهان و یه مِک، به هیوندوسئونگ حمله کرده و آن را محاصره کردند، اما ویگوته، پادشاه بویو (尉仇台) حمله مشترکی را با ارتش هان آغاز کرد و ارتش گوگوریو شکست سختی را متحمل شد. در سال ۱۲۲، او به همراه ماهان و یه‌مک به دژ هواندو حمله کرد، اما به دلیل دخالت بویو شکست خورد.
در سال ۱۲۱، پادشاه ته‌جو برادر کوچکترش گو سوسونگ، را مسئول امور دولتی کرد و در سال ۱۲۳، موکدورو و گوبوکجانگ را به عنوان دستیاران چپ و راست خود برای کمک به گو سوسونگ منصوب کرد. از آنجایی که گو بوکجانگ پس از به سلطنت رسیدن پادشاه سوسونگ توسط پادشاه چاده به قتل رسید، گو بوکجانگ می‌توانست یک مخالف سیاسی پادشاه گو سوسونگ محسوب شود؛ بنابراین، دلیل اینکه پادشاه ته‌جو، موکدورو و گوبوکجانگ را به عنوان نگهبانان چپ و راست منصوب کرد، کنترل سوسونگ و محافظت از اقتدار سلطنتی بود. در سال ۱۲۲ میلادی، آنها با هان متأخر صلح کردند، اما در سال ۱۴۶ دوباره جنگ درگرفت و پادشاه ته‌جو شینان و جوهیانگ در لیائودونگ را غارت و شکست داد. او همچنین به سوآنپیونگ حمله کرد، فرماندار شهرستان ته‌بانگ را کشت و فرمانداری ناکرانگ را فتح کرد و همسر و فرزندان فرماندار ناکرانگ را به اسارت گرفت.
او از طریق جنگ‌ها و فتوحات اوکجو را ضمیمه خاک گوگوریو کرد. گالسا را مطیع خود ساخت و به فرمانداری‌های یه‌مک، زوانتو و لیائودونگ حمله کرد تا قلمرو خود را گسترش دهد. او با مطیع کردن کنفدراسیون‌های داخلی که گوگوریو را تشکیل می‌دادند، زمینه را برای جدایی گوگوریو از یک پادشاهی کنفدراسیونی و ایجاد یک سیستم متمرکز قوی فراهم کرد و بدین ترتیب آن را به یک کشور باستانی تبدیل نمود. پس از پادشاه ته‌جو، قبیله گیرو به‌طور انحصاری تاج و تخت را به ارث بردند. او به نفع برادر کوچکترش، پادشاه سوسونگ (پادشاه چاده)، از سلطنت کناره‌گیری کرد و تا زمان مرگش در این ویلا زندگی کرد.
بر اساس اسناد سامگوک ساگی و سامگوک یوسا، پادشاه تجو به مدت ۹۳ سال سلطنت کرد و در سن ۱۱۸ سالگی درگذشت، که او را به طولانی‌ترین عمر و طولانی‌ترین دوران سلطنت در تاریخ کره تبدیل می‌کند.
با این حال، طول عمر غیرمعمول و مدت سلطنت او، مانند ۹۳ سال سلطنت و مرگش در سن ۱۱۸ سالگی، و همچنین سوابق متناقض از تبار و نسب او با پادشاهان بعدی، پادشاه چادائه و پادشاه سیندائه، سوالاتی را در مورد سوابق اولیه سامگوک ساگی باقی می‌گذارد و به دلایلی برای شک و تردید اولیه در مورد سامگوک ساگی تبدیل شده است.

## مرگ
درنود و چهارمین سال سلطنت او، برادر کوچکتر پادشاه ته‌جو، «سوسونگ» تاج و تخت را به دست گرفت تا پادشاه چاده شود. اگرچه در سامگوک ساگی یافت نشده، اما سامگوک یوسا می‌گوید که پادشاه چاده هر دو پسر پادشاه ته‌جو را کشت، و پادشاه بعدی پادشاه شینده، برادر ناتنی کوچک‌تر پادشاه ته‌جو و پادشاه چاده، هر دو برادرش را درسال ۱۶۵ میلادی کشت.
به گفته سامگوک ساگی و سامگوک یوسا، پادشاه ته‌جو پس از ۹۳ سال حکومت در ۱۱۸ سالگی درگذشت. این ادعا، اگر از نظر ظاهری در نظر گرفته شود، او را به طولانی‌ترین پادشاه تاریخ کره و همچنین در میان طولانی‌ترین پادشاهان تاریخ جهان تبدیل می‌کند.
من خیلی پیر هستم و احساس می‌کنم. قدرت آسمانی بر توست. علاوه بر این، تو در امور دولتی به خوبی شرکت می‌کنی و فرماندهی ارتش را بر عهده‌داری، بنابراین مدت‌هاست که به کشور خدمت کرده‌ای. تو آرزوهای مردم را برآورده کرده‌ای، بنابراین می‌توانم بگویم که شخصی را پیدا کرده‌ام که سلطنت را به او بسپارم. من به تو اجازه می‌دهم به تخت سلطنت تکیه کنی. تو از جلال ابدی لذت خواهی برد.
-سخنان پادشاه ته‌جو زمان کناره‌گیری از سلطنت.
بر اساس اثر تاریخی چینی کتاب هان بعدی (در جلد ۸۵)، پادشاه ته‌جو درسال ۱۲۱ میلادی درگذشت و پسرش پادشاه چاده پا به عرصه گذاشت. پس از اینکه امپراتور آن از هان تصمیم گرفت نبرد دیگری با کوگوریو آغاز نکند، پادشاه چاده در سال بعد با سلسله هان صلح کرد. فرمان شاهنشاهی برای این رویداد نیز ثبت شد. این تاریخ مرگ شامل یک سلطنت ۶۸ ساله - که هنوز هم یکی از ۳۰ طولانی‌ترین پادشاهان سلطنتی است - و طول عمر ۷۴ سال است، برخلاف یک عمر طولانی ماوراء طبیعی ۱۱۸ ساله.

## اختلاف نظر بر سر سال مرگ
سال مرگ پادشاه تجو هم در سامگوک ساگی و هم در سامگوک یوسا سال ۱۶۵ ثبت شده است، اما در کتاب هان متأخر ثبت شده است که او در سال ۱۲۱ درگذشته است. در بخش گوگوریو از دونگی یولجون از کتاب هان متأخر، ثبت شده است که، گونگ (宮) درگذشت و پسرش سوسونگ (遂成، پادشاه چاده) پادشاه شد. اگر کتاب هان متأخر را دنبال کنیم، سلطنت پادشاه تجو در سال ۱۲۱ به پایان رسید. نظر کتاب هان موجب شک و تردیدهایی راجب سلطنت و مرگ پادشاه ته‌جو شده است، اما اکثریت کتب کره ای را برچینی ترجیح می‌دهند.

## جنجال پیرامون به قدرت رسیدن
امپراتور دونگمیونگ، بنیانگذار کوگوریو، نام خانوادگی خود را گو اعلام کرد. با این حال، پسرش پادشاه یوریمیونگ استفاده از نام خانوادگی هه (해؛ 解) را انتخاب کرد. سه جانشین دونگمیونگ و یوریمیونک همگی از نام خانوادگی هه نیز به جای گو استفاده کردند. پس از آخرین فرمانروای هه، پسری با نام خانوادگی گو پس از خلع آخرین فرمانروای هه و جانشین منصوب او به سلطنت رسید. با مشاهده این حقایق تاریخی، برخی از محققان به این نتیجه رسیده‌اند که تفاوت در نام خانوادگی تصادفی نبوده، بلکه نشانه روشنی است که جانشینان بلافصل جومونگ از فرزندان او نبوده‌اند. فرمانروایان هه نشان‌دهنده حکومت کوتاه قبیله سونو و ظهور پادشاه ته‌جو ممکن است نشان‌دهنده این باشد که حاکمان گو از قبیله گیرو دوباره قدرت را به دست آورده‌اند.
یکی دیگر از نکات جالب توجه در میان دانشمندان منتخب، اعطای عنوان پس از مرگ ته‌جو به معنای «جد اعظم» به ششمین فرمانروای کوگوریو است و نه نخستین؛ بنابراین محققان بیان کرده‌اند که این واقعیت دلیل دیگری است بر اینکه خانواده‌های مختلف در اوایل کوگوریو قبل از تثبیت قدرت تحت پادشاه ته‌جو حکومت می‌کردند. اینها در زمان حاضر در میان مورخان و محققان بسیار بحث‌برانگیز است.